# Habia cristata
A Habia cristata  a madarak osztályának verébalakúak (Passeriformes) rendjébe és a  kardinálispintyfélék (Cardinalidae) családjába tartozó faj.

## Rendszerezése
A fajt George Newbold Lawrence amerikai üzletember és amatőr ornitológus írta le 1875-ben, a Phoenicothraupis nembe Phaenicothraupis cristata néven.

## Előfordulása
Az Andok északnyugati lejtőin, Kolumbia területén honos. Természetes élőhelyei a szubtrópusi vagy trópusi síkvidéki és hegyi esőerdők, valamint cserjésen. Állandó, nem vonuló faj.

## Megjelenése
Testhossza 19 centiméter.
|  |

## Természetvédelmi helyzete
Az elterjedési területe elég kicsi, egyedszáma ugyan csökken, de még nem éri el a kritikus szintet. A Természetvédelmi Világszövetség Vörös listáján nem fenyegetett fajként szerepel.